# Nordwestuckermark
Nordwestuckermark è un comune di 4 145 abitanti del Brandeburgo, in Germania.

Appartiene al circondario dell'Uckermark.
Non esiste alcun centro abitato denominato «Nordwestuckermark»; si tratta pertanto di un comune sparso.

## Società

### Evoluzione demografica
- Sviluppo della popolazione dal 1875 entro gli attuali confini (Linea Blu: Popolazione; Linea puntata: Confronto dello sviluppo della popolazione dello stato del Brandenburgo; Sfondo grigio: Ai tempi del governo nazista; Sfondo rosso: Al tempo del governo comunista)
- Sviluppo recente della popolazione (Linea blu) e previsioni

| Anno | Abitanti |
| ---- | -------- |
| 1875 | 8 210    |
| 1890 | 7 665    |
| 1910 | 7 704    |
| 1925 | 7 868    |
| 1939 | 7 439    |
| 1950 | 11 413   |
| 1964 | 8 481    |

| Anno | Abitanti |
| ---- | -------- |
| 1971 | 7 920    |
| 1981 | 6 301    |
| 1985 | 5 964    |
| 1990 | 5 659    |
| 1995 | 5 546    |
| 2000 | 5 512    |
| 2005 | 5 164    |

| Anno | Abitanti |
| ---- | -------- |
| 2010 | 4 762    |
| 2015 | 4 288    |
| 2016 | 4 272    |
| 2017 | 4 248    |
| 2018 | 4 209    |
| 2019 | 4 194    |
| 2020 | 4 182    |

Fonti dei dati sono nel dettaglio nelle Wikimedia Commons..

## Geografia antropica
Il comune di Nordwestuckermark è diviso nelle frazioni (Ortsteil) di Ferdinandshorst, Fürstenwerder, Gollmitz, Holzendorf, Kraatz, Naugarten, Röpersdorf/Sternhagen, Schapow, Schönermark e Weggun, e comprende le località abitate (Bewohnter Gemeindeteil) di Arendsee, Augustfelde, Beenz, Bülowssiege, Christianenhof, Damerow, Falkenhagen, Ferdinandshof, Fiebigershof, Fischershof, Groß Sperrenwalde, Horst, Klein Sperrenwalde, Kröchlendorff, Lindenhagen, Parmen, Raakow, Rittgarten, Schmachtenhagen, Schulzenhof, Waldsiedlung, Warbende, Wilhelmshayn, Wilhelmshof, Wittstock, Zernikow e Zollchow, e i nuclei abitati (Wohnplatz) di Ausbau, Birkenhain, Bollmannshof, Dochower Mühle, Dollshof, Friedenshof, Hof Sternhagen, Hohenzollchow, Kiecker, Kruseshof, Louisenthal, Röpersdorf, Sternhagen e Ulrichshof.